# Port lotniczy Lauriston
Port lotniczy Lauriston – port lotniczy zlokalizowany w miejscowości Hillsborough, na wyspie Carriacou, należącej do karaibskiego państwa – Grenada.